# Centroina sherbrook
Espèce
Synonymes
- Centrina sherbrook Platnick, 2000

Centroina sherbrook est une espèce d'araignées aranéomorphes de la famille des Lamponidae.

## Distribution
Cette espèce est endémique du Victoria en Australie.

## Description
La femelle holotype mesure 6,2 mm et le mâle 5,8 mm.

## Étymologie
Son nom d'espèce lui a été donné en référence au lieu de sa découverte, la forêt de Sherbrook.

## Publication originale
- Platnick, 2000 : A relimitation and revision of the Australasian ground spider family Lamponidae (Araneae: Gnaphosoidea). Bulletin of the American Museum of Natural History, no 245, p. 1-330 (texte intégral).